# CVE VT 8–9
Die CVE VT 8–9 waren schmalspurige Verbrennungsmotor-Triebwagen der Luxemburgischen Schmalspurbahnen (Chemins de Fer à Voie Etroite (CVE)). Sie wurden durch Umbau aus Personenwagen hergestellt und waren bis 1956 im Betrieb. Umgangssprachlich waren die Fahrzeuge bei den CVE auch als Triebwagen Reihe D klassifiziert.

## Geschichte und technische Daten
Die Geschichte der Triebwagen begann bereits im Jahr 1936, als sie als zwei Beiwagen für die VT 5–7 beschafft wurden. Deren Leistungsfähigkeit verhinderte jedoch einen Betrieb auf den steigungsreichen Strecken der CVE. Am 11. Juli 1938 fand die offizielle Probefahrt mit den Fahrzeugen auf der Schmalspurbahn Luxemburg–Echternach statt. Nachdem auch der zweite Triebwagen ausgeliefert wurde, konnte auf der Echternacher Vizinalbahn der Verkehr deutlich ausgeweitet werden. Vom 2. Oktober 1938 an verkehrten täglich fünf Zugpaare, davon war nur noch ein Zugpaar mit Dampflokomotiven vorgesehen.
Bereits im ersten Betriebsjahr war einer der beiden Triebwagen in einen Unfall verwickelt, als das Fahrzeug bei einem schweren Sturm auf eine umgestürzte Buche fiel, diese einige Meter mitschleifte und dabei umkippte. Beide Fahrzeuge gelangten nach 1942 in den Bestand der Deutschen Reichsbahn und wurden als VT 136 757–758 bezeichnet. Dabei wurden beide Wagen nochmals umgebaut, was besonders die Kühlanlage betraf. Der CVE VT 9 wurde im August 1944 bei einem Bombenangriff schwer beschädigt und wurde im selben Jahr von der damaligen Reichsbahndirektion Saarbrücken ausgemustert. Der verbliebene Wagen kam nach dem Kriegsende zu der CFL und wurde dort als Z 6 bezeichnet. Das Fahrzeug wurde im Sommer 1956 aus dem Betrieb genommen.

## Fahrzeugaufbau
Die beiden im Jahr 1936 gefertigten Personenwagen hatten zu ihrer Fertigstellung eine Länge von 12.500 mm und ein Gewicht von 13.700 kg. Bei einer nicht bekannten Fabrik in Deutschland wurden die Fahrzeuge in der Mitte durchgeschnitten und um 1.800 mm verlängert. Bei dieser Verlängerung wurde das Fassungsvermögen des Wagens um 17 % vergrößert.
Außerdem wurden in den so vergrößerten Wagen die Maschinenanlage, bestehend aus dem Achtzylinder-Viertakt-Dieselmotor Deutz A8M 517, welcher nach dem Vorkammerverfahren arbeitete, und einem Mylius-Getriebe, bei dem das Wendegetriebe im Gehäuse mit integriert war, in einem separaten Maschinentragrahmen eingebaut, dieser wurde mit starken Gummipuffern an den Rahmen des Wagenkastens aufgehängt. Die Kraftübertragung auf alle Antriebsachsen erfolgte über Gelenkwellen.  Der Dieselmotor war wassergekühlt durch eine Umlaufkühlung, wobei der Kühler unterflur gelagert wurde. Geheizt wurde der Wagenkasten durch Frischluft, erwärmt durch die Abgase des Dieselmotors. Die Fahrzeuge hatten ein Bordnetz von 24 V Gleichspannung.